# Hipposideros jonesi
Hipposideros jonesi là một loài động vật có vú trong họ Dơi nếp mũi, bộ Dơi. Loài này được Hayman mô tả năm 1947.